# Fuyuan Airport
Fuyuan Airport (kinesiska: 抚远机场, 撫遠機場, Fǔyuǎn Jīchǎng) är en flygplats i Kina. Den ligger i provinsen Heilongjiang, i den nordöstra delen av landet, omkring 650 kilometer nordost om provinshuvudstaden Harbin. Fuyuan Airport ligger 58 meter över havet.
Runt Fuyuan Airport är det glesbefolkat, med 15 invånare per kvadratkilometer. Närmaste större samhälle är Fuyuan, 19,4 km norr om Fuyuan Airport. Trakten runt Fuyuan Airport består till största delen av jordbruksmark.
Genomsnittlig årsnederbörd är 897 millimeter. Den regnigaste månaden är juli, med i genomsnitt 193 mm nederbörd, och den torraste är januari, med 14 mm nederbörd.